# Гомосексуальність і баптистські церкви
Позиції баптистських церков щодо гомосексуальності різноманітні. Вони коливаються від ліберальних до фундаменталістських або поміркованих консервативних і нейтральних.

## Основні переконання
Існує різноманітність поглядів баптистських конфесій на гомосексуальність.  Більшість конфесій залишаються консервативними, вірячи в те, що вони описують як «традиційний» шлюб між одним чоловіком і однією жінкою. Деякі деномінації дозволяють місцевим і автономним конгрегаціям визначати власну регіональну політику. Деякі баптистські деномінації підтримують одностатеві шлюби.

## Конфесійні позиції
Декілька організацій і деномінацій баптистських церков виступили із заявами та резолюціями щодо гомосексуальності:

### Міжнародна деномінація

#### Консервативна позиція
Переважна більшість баптистських деномінацій у всьому світі дотримуються консервативного погляду на гомосексуальність, як і ті, що зібралися у Всесвітній альянс баптистів. 

#### Ліберальна позиція
Асоціація вітаючих і підтримуючих баптистів складається з баптистських церков, організацій і окремих осіб, які вітають і підтримують людей незалежно від сексуальної орієнтації чи гендерної ідентичності, а також виступають за включення лесбійок, геїв, бісексуалів і трансгендерів у баптистські релігійні спільноти. 

### Американська деномінація

#### Нейтральна позиція
Деякі баптистські деномінації в Сполучених Штатах не мають офіційних переконань щодо шлюбу у сповіданні віри та посилаються на конгрегаціоналізм, щоб залишити вибір кожній церкві.
- Американські баптистські церкви США оприлюднили заяву після легалізації одностатевих шлюбів Верховним судом Сполучених Штатів, у якій говориться, що деномінація «поважатиме і продовжуватиме поважати свободу конгрегації в цьому питанні». [8] Хоча Генеральна рада раніше проголосувала за визначення шлюбу як «між одним чоловіком і однією жінкою», деномінація не прийняла політичну заяву. ABCUSA «дозволяє окремим конгрегаціям вирішувати, чи висвячувати ЛГБТ-духовенство, чи укладати одностатеві шлюби» і не має політики для всієї деномінації. [9]
- Конвенція прогресивних національних баптистів (США) не має офіційної позиції та, як і багато інших баптистських деномінацій, дозволяє окремим громадам визначати власну точку зору. [10] У результаті деякі збори благословляли одностатеві пари й одружували їх.
- Кооперативне баптистське товариство (США) не має офіційної політики щодо гомосексуальностіу (або інших соціальних питань). Це дозволяє окремим організаціям і церквам підтримувати або фінансувати захист прав геїв, якщо вони цього забажають, але це не є обов’язковим або забороненим. [11] У 2018 році було засновано Affirming Network для повного залучення та утвердження ЛГБТК. [12]
- Національна баптистська конвенція США у 2012 році прийняла резолюцію, яка підтверджує, що шлюб є союзом між чоловіком і жінкою, але зазначає, що вона залишає кожній церкві автономію розв'язувати це питання. [13]

#### Ліберальна позиція
Деякі баптистські деномінації підтримують одностатеві шлюби.
- Альянс баптистів (США). [14]
- Альянс Батістів до Бразилії. [15]
- Братство Іглесіаса Баутістаса Куби. [16]